# HotNews
Hotnews.ro este un site de știri românesc, fondat de jurnaliștii Ionel Mărgărit Timbolschi și Manuela Preoteasa în anul 1999 sub numele RevistaPresei.ro. Unul dintre cele mai mari site-uri de știri din România, HotNews.ro funcționează ca un ziar multimedia 24/7 și publică peste 100 de materiale noi în fiecare zi.

## Istoria

### Începuturi
HotNews.ro a fost fondat în 1999, când un grup de ziariști de la mai multe publicații naționale pun bazele site-ului de știri RevistaPresei.ro. Inițial, site-ul prelua cele mai importante știri din edițiile print și digitale ale publicațiilor naționale românești și le agrega într-o revistă zilnică a presei (de unde și adresa inițială a site-ului). Treptat, redacția s-a orientat către elaborarea de materiale proprii, iar în anul 2001 apar primele anchete și reportaje proprii. Tot în anul 2001 apare și ediția în engleză a site-ului, targetată în principal către străinătate și către comunitatea de expați vorbitori de limbă engleză din România.
Trei ani mai târziu, în 2004, pe RevistaPresei.ro apar primele întâlniri online între personalități publice și cititori, prin intermediul site-ului tvweb.ro. În 2005, RevistaPresei.ro se transformă în HotNews.ro, după un proces amplu de redesign și reproiectare a structurii editoriale (forțați de normele Clubului Român de Presă de a nu mai prelua integral materialele ziarelor, vor trebui să își producă singuri știrile, chiar dacă împrumutarea ilegală de materiale din ziarele românești și internaționale continua). Pe 5 martie 2006, HotNews.ro și TVR 2 lansează emisiunea săptămânală Top7.ro, o retrospectivă săptămânală, ilustrată și comentată, realizată sub forma unui top al celor mai importante 7 știri ale săptămânii.
În perioada 2007-2008, HotNews.ro a realizat în colaborare cu BBC pentru emisiunea "Discuția Săptămânii", iar din 2008 realizează mai multe emisiuni în colaborare cu RFI și Deutsche Welle. Tot în anul 2008 a apărut și varianta mobilă a HotNews.ro, unul dintre primele site-uri de știri optimizate pentru telefoane mobile din România.
Cristi Dimitriu, directorul agenției de știri Mediafax, a declarat în 2007 că Hotnews a preluat și preia în mod nelegitim știrile agenției. În octombrie 2008, redactorul șef Cristi Pantazi confirmă că Hotnews a încheiat contracte cu Mediafax și alte agenții de știri, furtul de la publicațiile românești așadar oprindu-se.  Redacția găsește însă o altă schemă de a avea conținut gratis, prin intermediul redactorului șef adjunct Dan Popa, care traducea știri de pe agenții pe blogul personal, pe care Hotnews le prelua ulterior cu sursa "Dan Popa", evitând astfel să plătească pentru ele. 
Controversatul om de afaceri Cristian Sima a deținut o participație de 10% în Hotnews, dar nu e clar când a intrat și când a ieșit din acționariat, și nici împrejurările acestei colaborări. 

### Anii 2010
În martie 2018, doi dintre jurnaliștii de bază ai site-ului, Dan Tăpălagă și Cristi Pantazi, pleacă pentru a fonda publicația G4Media.ro, pe fondul unor neînțelegeri financiare. 
În 2015, compania care deține site-ul începe să declare profit, 146.000€ la o cifră de afaceri de 738.000€. În anul 2020, profitul crește la 351.000€ la o cifră de afaceri de 1,3 milioane euro, ambele cifre continuând să crească pe parcursul următorilor ani. 

### Anii 2020
În august 2022, site-ul a fost preluat de antreprenorul Dragoș Vîlcu, care mai deține panorama.ro și b365.ro. Valoarea tranzacției s-a vehiculat a fi de 2 milioane euro.
Dragoș Vîlcu este producător de filme și afacerist, fiul lui Gheorghe Vîlcu, fost ambasador și diplomat român în anii '80, lucrând în MAE până în 2013.  Înainte de a cumpăra Hotnews, a participat la lansarea publicației Recorder.
În martie 2024, redacția condusă de Clarice Dinu absoarbe câțiva jurnaliști plecați de la Libertatea și Gazeta Sporturilor în urma unor presiuni făcute de sponsorii din domeniul jocurilor de noroc. 

În prezent, HotNews.ro este unul dintre cei mai importanți jucători din piața românească de știri online, cu peste 3 milioane de utilizatori unici și peste 15 milioane de afișări lunar.